# Права ЛГБТ у Сербії
Гомосексуальні стосунки у Сербії легальні з 1994 року (в автономному краї Воєводіна з 1981 року). 2006 року було прийнято єдиний вік сексуальної згоди — 14 років.
У 2002 році парламент ухвалив «Закон про мовлення» (стаття 21), який дозволяє запобігти поширенню інформації, яка заохочує дискримінацію, ненависть і насильство за ознакою сексуальної орієнтації (серед інших категорій).
З 2005 року в Сербії заборонено дискримінацію щодо сексуальної орієнтації у сфері праці, того ж року парламент затвердив «Закон про вищу освіту», який гарантує рівні права на навчання незалежно від сексуальної орієнтації (серед інших категорій).
26 березня 2009 року парламент затвердив Закон про боротьбу з дискримінацією, який забороняє, серед іншого, дискримінацію за ознакою сексуальної орієнтації у всіх сферах.
5 липня 2011 року парламент затвердив «Закон про молодь», який забороняє дискримінацію за ознакою сексуальної орієнтації. 28 липня того ж року парламент схвалив зміни до «Закону про медичне страхування», на підставі яких операції зміни статі будуть повністю субсидовані державою починаючи з 2012 року.

## Закон про одностатеві сексуальні стосунки

### Революційна Сербія (1804—1813рр.)
Хоча існували релігійні закони, що забороняли одностатеві стосунки, вирази були поширені як у православному, так і в ісламському суспільстві . Основним виразом одностатевого кохання для православних християн були братські союзи, відомі як "Побратимство" . Початок ХІХ століття був часом відносних потрясінь для Сербії зі спорадичними періодами стабільності. У 1804 Сербія отримала автономію від Османської імперії після двох повстань. Кримінальний кодекс Карагеоргія був згодом оприлюднений сербською Юриспруденційною радою десь наприкінці весни або на початку літа 1807 року і залишався чинним до 7 жовтня 1813 року, коли Османська імперія знову отримала контроль над Сербією. Кодекс передбачає покарання за певні питання, пов'язані з подружнім життям та сексуальністю (наприклад, примусовий шлюб, згвалтування, роздільне проживання/розлучення без схвалення канцелярського суду та дітовбивство). Однак у ньому не згадується одностатева сексуальна активність. Таким чином гомосексуальність була фактично легальною протягом шести років.

### Князівство Сербія (1815—1882)
В 1858 Османська імперія, васалом якої була Сербія, легалізувала одностатеві статеві зносини.
Проте прогресивні реформи, запроваджені князем Олександром Карагеорговичем і князем Михайлом, були скасовані, коли Мілош Обренович повернувся до влади. У першому постсередньовічному Кримінальному кодексі Сербського князівства, названому «Казні закон», прийнятому в 1860 році, статеві відносини між чоловіками «всупереч законам природи» стали каратися тюремним ув'язненням терміном від 6 місяців до 4 років. Як і багатьох інших правових документах на той час, лесбійські відносини ігнорувалися і згадувалися.

#### Королівство Югославія (1918—1941)
У 1918 році Сербія увійшла до складу Королівства Югославія. Спочатку нова держава фактично успадкувала різні закони, які застосовувалися до різних територій, що об'єдналися (часто суперечливі). Зрештою новий югославський Кримінальний кодекс 1929 року заборонив «непристойність проти природного порядку» (анальні зносини) як між гетеросексуалами, так і гомосексуалами.

### СФР Югославія (1945—1992)
Соціалістична Федеративна Республіка Югославія пізніше обмежила склад злочину 1959 року, застосувавши його лише гомосексуальним анальним зносинам; але зі зменшенням максимального терміну ув'язнення з 2 років до року.
У 1977 році одностатеві статеві зносини були легалізовані в Соціалістичній автономній провінції Воєводіна, тоді як одностатеві статеві зносини між чоловіками залишалися незаконними в решті Соціалістичної Республіки Сербія (включаючи Соціалістичний автономний край Косово). В 1990 Воєводіна була повторно включена в правову систему Сербії, і чоловіча гомосексуальність знову стала кримінальним злочином.

### Югославія / Сербія та Чорногорія (1992—2006)
У 1994 році гомосексуальні статеві зносини чоловіків були офіційно декриміналізовані в Республіці Сербія, що входить до складу Союзної Республіки Югославії. Вік згоди був встановлений на рівні 18 років для анального сексу між чоловіками та 14 років для інших сексуальних практик. Пізніше, 1 січня 2006 року, було запроваджено рівний вік згоди — 14 років, незалежно від сексуальної орієнтації чи статі.

## Визнання одностатевих стосунків
Хоча одностатеві пари ніколи не визнавалися законом, нова Конституція Сербії, прийнята у листопаді 2006 року, прямо визначає шлюб як шлюб між чоловіком та жінкою (стаття 62). Тим не менш, інші форми визнання, такі як громадянські союзи або сімейні партнерства, прямо не згадуються та не забороняються.
У червні 2019 року було оголошено плани щодо легалізації внутрішньодержавних партнерських відносин між одностатевими парами шляхом внесення поправок до Цивільного кодексу. Одностатеві пари можуть користуватися кількома правами, включаючи право на спільну власність та аліменти. Їм не будуть надані права наслідування чи усиновлення, а також право на сурогатне материнство. У липні 2019 року Олена Дубович та Сунчиця Копунович із північного міста Нові-Сад спробували зареєструвати громадянське партнерство, але їм відмовили у реєстрації. Вони подали позов, хоча юристи вважають, що навряд чи вони виграють справу.

## Усиновлення та виховання дітей
Одностатеві пари не мають права усиновлювати дітей. На початку 2019 року міністерство охорони здоров'я Сербії наклало заборону на пожертвування статевих клітин для штучного запліднення або екстракорпорального запліднення.

## Гендерна ідентичність
28 липня 2011 року Парламент затвердив зміну в Законі про медичне страхування, на підставі якого операції зі зміни статі стали частково покриватися загальнодержавним планом базового медичного страхування, починаючи з 2012 року.
У 2012 році The New York Times проголосила Белград центром зі зміни статі, оскільки ціни на такі процедури набагато нижчі, ніж у сусідніх і західних країнах.
До 2019 року трансгендерним людям у Сербії дозволялося змінювати свою законну стать лише після того, як вони перенесли операцію з корекції статі. З 2019 року стало можливим змінити юридичну стать за допомогою психіатра та ендокринолога після року замісної гормональної терапії, не зазнаючи будь-яких хірургічних втручань. Медичне страхування, яке фінансується державою, покриває до 65 % вартості операцій. За словами Йованки Тодорович, координаторки програми у Gayten-LGBT, близько 80 % трансгендерних людей у Сербії не хочуть робити операції. Натомість деякі обирають замісну гормональну терапію, яка не фінансується медичною страховкою. Крім того, повідомляється, що 90 % ЛГБТ-людей у Сербії стверджують, що медичні установи не відповідають належним чином їхнім потребам.

## Військова служба
У 2010 році сербська армія погодилася з тим, що геї та бісексуали можуть відкрито служити у професійній армії, але ці новини широко не транслювалися в засобах масової інформації.

## Рух за права ЛГБТ

### Організації
У Сербії існує ряд ЛГБТ-організацій, більшість з них у Белграді та Нові-Саді, але також у Ніші, Крагуєваці, Суботиці, Шабаці та Зренянині.
Перша відома ЛГБТ-організація в Сербії, Arkadija, була заснована 1990 року в Белграді. Вона була закрита у 1995 році. У тому ж році була створена організація Лабріс. За ці роки Лабріс стала однією з найвідоміших правозахисних ЛГБТ-організацій у Сербії. Лабріс регулярно зустрічається з представниками місцевих органів влади для обговорення питань дискримінації та запобігання насильству, підвищення поінформованості про права ЛГБТ-людей за допомогою освітніх програм та громадських заходів.
Інші правозахисні організації, включають Gayten LGBT, засновану в 2000 році в Белграді, Gej Strejt Alijansa, що базується в Белграді, Asocijacija Duga, що базується в Шабаці і Beograd Prajd, створену в 2011 році . LGBT Vojvodina, лесбійська організація в Нові-Саді, і LGBT Novi Sad входять до кількох організацій, що працюють у північному регіоні Сербії. GOOSI, що базується в Белграді, проводить кампанії на підтримку ЛГБТ-людей з інвалідністю.

## Соціальні умови

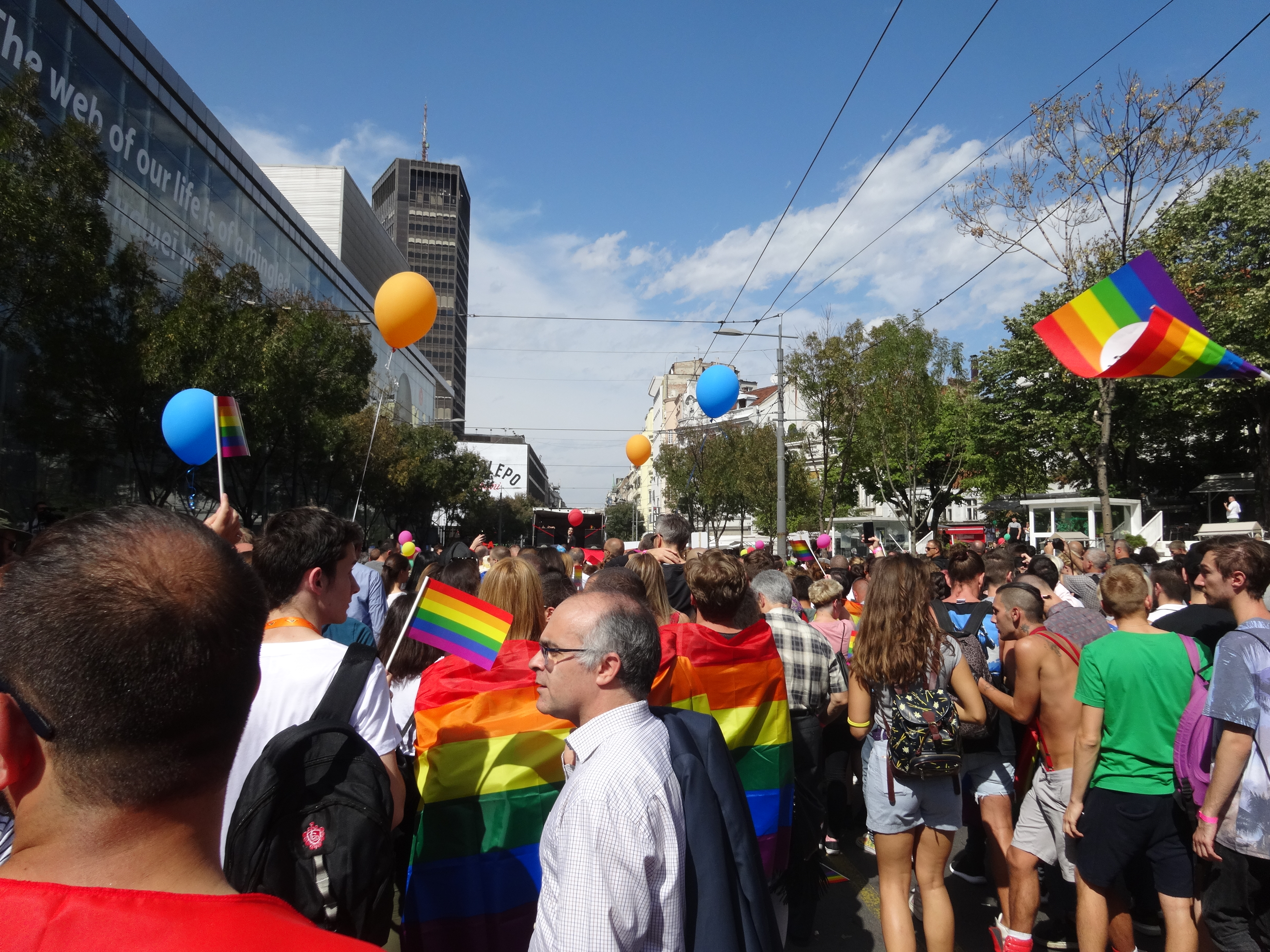
Гей-прайд у Белграді, 2017

Геї та лесбійки продовжують стикатися з дискримінацією та переслідуванням у Сербії. Було зафіксовано численні випадки побиття геїв, особливо під час першого гей-параду у Белграді у 2001 році.
Було зафіксовано випадки скасування ЛГБТ-заходів. Гей-прайд у Белграді у 2004 році та ще один у Нові-Саді у 2007 році були скасовані через нездатність забезпечити адекватний захист від насильства через брак ресурсів. Белградський прайд 2009 року також був скасований з тих самих причин, оскільки поліція не могла гарантувати безпеку учасників. Другий гей-прайд у Белграді відбувся 10 жовтня 2010 року, у ньому взяли участь близько тисячі людей. Однак це було зустрінуте бурхливою реакцією, кульмінацією якої стало повстання проти геїв у Белграді, в якому взяли участь 6000 протестувальників та члени націоналістичних угруповань.
Були в обігу та широко використовувалися офіційні медичні підручники, які класифікують гомосексуальність як «сексуальні відхилення та розлади». У 2008 році, після кількох звернень, в офіційному листі до Лабріса, сербської ЛГБТ-організації, сербська медична спільнота заявила, що гомосексуальна орієнтація не є хворобою. Гомосексуальність була виключена з офіційного списку хвороб з 1997 року, коли Сербія почала застосовувати МКБ-10.
Захист прав ЛГБТ у Сербії ускладнюється існуванням різних націоналістичних та неонацистських об'єднань, таких як «Образ», «1389» та «Буря», які підтримуються деякими правими політичними партіями. Ці групи кілька разів публічно заявляли про свої погрози ЛГБТ-спільноті.
Розвиток прав та культури ЛГБТ у Сербії підтримується ЛГБТ-сайтами, такими як GayEcho та Gay-Сербія.

### 2016— дотепер
У серпні 2016 року Ана Брнабіч була призначена міністром державного управління та місцевого самоврядування, ставши першим відкритим міністром лесбійкою у Сербії. У червні 2017 року президент Сербії Олександр Вучич призначив Брнабіча прем'єр-міністеркою. Вона прийняла присягу 29 червня 2017 року. Її призначення критикували як ліві, і праві політичні партії. Її звинуватили в тому, що вона є «маріонеткою» президента і що її сексуальна орієнтація стане приховуванням порушень прав людини. Також виступали проти її призначення через її сексуальну орієнтацію.
2017 року відомий сербський ЛГБТ-активіст Бобан Стоянович отримав політичний притулок у Канаді після того, як задокументував близько 1000 різних сторінок насильства, спрямованих проти нього та його партнера. В інтерв'ю у квітні 2018 року партнер Стояновича сказав, що насильство чинило на них великий тиск, змусивши пару залишити Сербію.
У вересні 2017 року прем'єр-міністр Брнабіч взяла участь у параді у Белграді. На заході Брнабіч сказала:
|  | Уряд існує для усіх громадян и забезпечує дотримання прав усіх громадян. |

У лютому 2019 року Міліца Журчич, партнер Брнабіч, народила сина, якого назвали Ігор.
17 травня 2019 року з нагоди Міжнародного дня боротьби з гомофобією, трансфобією та біфобією кілька сотень людей зібралися у центрі міста Нові-Сад на те, що було названо першим мітингом гей-прайду у північному сербському місті. Захід був організований місцевою неурядовою групою Exit за підтримки міських чиновників.

### Визнання статусу біженця
У 2019 році було надано притулок молодому іранському гею на підставі його сексуальної орієнтації.

## Суспільна думка
За словами уповноваженого із захисту рівноправності, дослідження, проведені в 2012 році, показали, що 48 % сербів вважають гомосексуальність хворобою.
Згідно з опитуванням, проведеним ILGA у 2017 році, 59 % сербів погодилися з тим, що геї, лесбійки та бісексуали мають користуватися тими самими правами, що й звичайні люди, а 24 % не згодні. Крім того, 64 % погодилися, що вони мають бути захищені від дискримінації на робочому місці. 21 % сказали, що люди, які перебувають у одностатевих відносинах, мають бути звинувачені як злочинці, а 55 % не згодні. Що стосується трансгендерних осіб, 63 % погодилися з тим, що вони повинні мати однакові права, 65 % вважають, що вони повинні бути захищені від дискримінації при наймані на роботу, і 51 % вважають, що їм слід дозволити змінити свою законну стать .
Згідно з даними Асоціації рівних прав за 2018 рік, 26 % населення країни припинило б контакт із людиною, якби дізналися, що ця людина є ЛГБТ-представником, 38 % населення вважають, що гомосексуальність є хворобою, 48 % батьків звертатимуться за медичною допомогою, якщо дізнаються, що їхня дитина виявиться ЛГБТ, 70 % виступили проти права ЛГБТ-осіб успадкувати майно свого покійного партнера, а 90 % виступили проти усиновлення дитини ЛГБТ-людиною .
За даними Захисників цивільних прав на 2021 рік, хоча підтримка одностатевих шлюбів залишається низькою (26 %), при розбивці на індивідуальні права, які, як очікується, регулюватимуться Законом про одностатеві спілки, кожне право користується широкою підтримкою (59 %-73 %). . 80 % громадян вважають, що ЛГБТ-люди повинні мати принаймні деякі права, які, як очікується, регулюватимуться Законом про одностатеві спілки, другим за величиною серед усіх західно-балканських країн (після Чорногорії, яка ухвалила закон про реєстрацію одностатевих партнерств у 2020 року). У випадку майже всіх правих респондентів з Белграда та Воєводини підтримка значно вища серед молодих (18-29 років) та з університетською освітою. Ставлення практично до всіх питань, пов'язаних із ЛГБТ-спільнотою, у Сербії помітно покращало за останні 5 років. Хоча покращення були відзначені, дослідження показує, що гомофобія, як і раніше, широко поширена в кількох основних спільнотах, наприклад, 57 % вважають гомосексуальність хворобою. Понад 2/3 респондентів вважають, що у Белграді слід дозволити проведення мирних гей-парадів .

## Зведена таблиця
| Тип                                                                                             | Статус                                             |
| ----------------------------------------------------------------------------------------------- | -------------------------------------------------- |
| Одностатеві сексальні стосунки                                                                  | (По країні з 1994 року; Воєводіна також 1977—1990) |
| Рівний вік згоди (14)                                                                           | (з 2006)                                           |
| Антидискримінаційні закони у сфері зайнятості                                                   | (з 2005)                                           |
| Антидискримінаційні закони щодо надання товарів та послуг                                       | (з 2009)                                           |
| Антидискримінаційні закони у ЗМІ                                                                | (з 2002)                                           |
| Антидискримінаційні закони у всіх інших областях                                                | (з 2009)                                           |
| Закони про злочини на ґрунті ненависті включають сексуальну орієнтацію та гендерну ідентичність | (з 2012)                                           |
| Одностатеві шлюби                                                                               | (Конституційна заборона з 2006 року)               |
| Визнання одностатевих пар                                                                       | No                                                 |
| Усиновлення дитини одностатевими парами                                                         | No                                                 |
| Дозвіл для геїв та лесбійок відкрито служити в армії                                            | з 2005                                             |
| Право міняти юридичну стать                                                                     | Да                                                 |
| Доступ до ЕКО для лесбійок                                                                      | No                                                 |
| Сурогатне материнство для гей-пар                                                               | (Також заборонено для гетеросексуальних пар)       |
| Автоматичне батьківство для подружжя після народження                                           | No                                                 |
| Депатологізація гомосексуальності                                                               | (з 1997)                                           |
| Конверсійна терапія заборонена для неповнолітніх                                                | No                                                 |
| Дозвіл бути донорами крові для ЧСЧ                                                              | / (6 місяців відстрочки)                           |